# Zikania schmidti
Zikania schmidti är en tvåvingeart som beskrevs av Borgmeier 1936. Zikania schmidti ingår i släktet Zikania och familjen puckelflugor.
Artens utbredningsområde är Costa Rica. Inga underarter finns listade i Catalogue of Life.